# Batallón de Ingenieros de Monte 12
El Batallón de Ingenieros de Monte 12 (B Ing Mte 12) es una unidad táctica del arma de ingenieros del Ejército Argentino con asiento en Goya, provincia de Corrientes, y con dependencia orgánica de la XII Brigada de Monte.

## Reseña
La unidad táctica creada en 1995 surgió con la fusión de la Compañía de Ingenieros 7, la Compañía de Ingenieros 12 y la Compañía de Ingenieros de Construcciones 12.
En el año 2013, esta unidad táctica decidió apadrinar la Escuela N.º 281 «Sofía Chalub» en Goya.
En 2020 prestó apoyo en la operación de protección civil "General Belgrano" con tareas de apoyo a la comunidad y ayuda humanitaria desplegada por las Fuerzas Armadas durante la pandemia de COVID-19 en la Argentina y bajo la conducción del Estado Mayor Conjunto junto con el Ministerio de Defensa. Se hallaba en la Zona de Emergencia Misiones (que incluía Corrientes).